# Jens Haaning

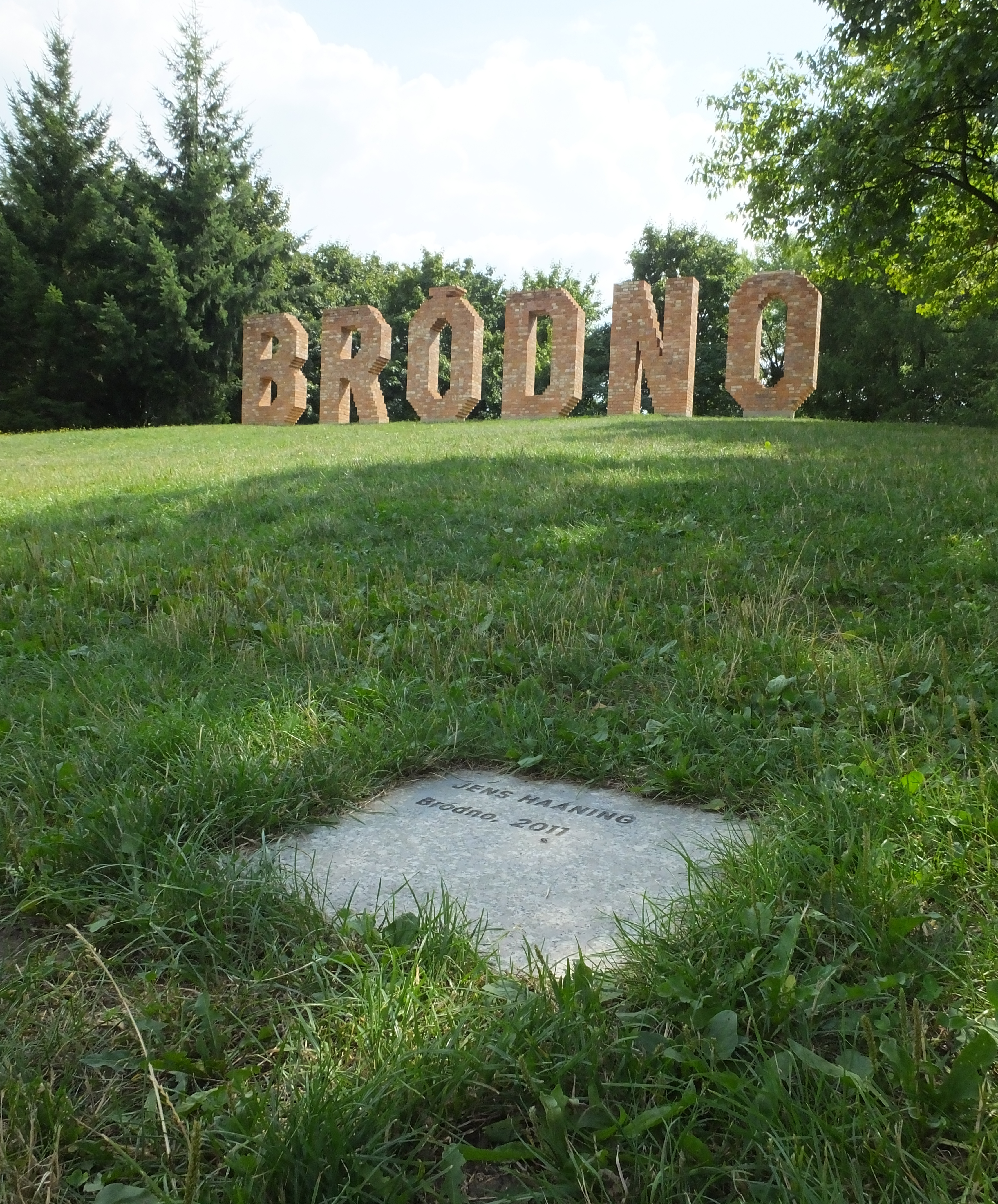
Bródno - una de las esculturas del Parque Escultórico de Bródno. Autor: Jens Haaning. 2012.

Jens Haaning (Copenhague, 1965) es un artista danés que vive y trabaja en Copenhague. Su obra refleja el tema del racismo en la sociedad escandinava. Ha exhibido extensamente en hitos como la Documenta XI de Kassel o la 9 ª Bienal de Estambul. Anteriormente Haaning ha expuesto en el Museo Migros de Zúrich, el Museo Ludwig de Colonia, el ICA de Londres, Le Consorcio de Dijon, la Biennale des Arts de Dakar; De Apfle en Ámsterdam, el Moderna Museet de Estocolmo, la Bienal de Gwangju o el Apexart de Nueva York, entre otros lugares. Durante los últimos años Haaning ha hecho exposiciones en solitario en el Instituto de Arte de San Francisco, la Goodwater Gallery de Toronto o el EDfica de la Secesión de Viena.